# Yassaman Montazami
Yassaman Montazami, née à Téhéran (Iran) le 5 février 1971 est une psychologue et écrivain française.

## Biographie
Yassaman Montazami est arrivée en France en 1974, à l'âge de 3 ans.
Elle a fait des études de psychologie, couronnées en 2007 par une thèse de doctorat en psychanalyse à l'Université Paris VII - Diderot. Elle a longtemps travaillé auprès de réfugiés politiques, et a enseigné à l'Université Paris VII - Diderot. Elle exerce actuellement dans un cadre hospitalier

### Famille
Yassaman Montazami est la fille de Behrouz Montazami (1944-2006) et la sœur de Morad Montazami (1981- ), historien de l'art contemporain.
Elle partage la vie de l'écrivain Éric Laurrent.
Sa grand-mère est Roza Montazami célèbre pour son livre "l'art de la cuisine" persane.

### Roman
- Le meilleur des jours, éditions Sabine Wespieser, 2012  (ISBN 978-2-84805-116-1) [5]
  - a obtenu le Prix des libraires Folies d'encre 2012[6],[7]

### Ouvrage et articles de psychologie
- La mélancolie survivante chez les victimes de torture (thèse sous la direction de Paul-Laurent Assoun), 2007[8]
- « Enjeux psychiques et destin social du trauma : le chemin de la subjectivité chez une jeune femme ivoirienne exilée en France », revue Asylon(s), n°1, octobre 2006[9]